# WZ-Orkiestra
WZ-Orkiestra - музичний гурт з Білорусі. Колектив був заснований у 2000 році - у Мінську, Дмитром Войтюшкевичем.
У 2000 році Войтюшкевич залишає склад гурту KRIWI, задля того щоб розпочати сольну кар'єру. Він збирає навколо себе музикантів, які згодом і утворюють гурт під назвою WZ-Orkiestra. Цей гурт фактично є акомпануючим колективом Войтюшкевича.
WZ-Orkiestra виконує музику в стилі world music, ретро, міський шансон, рок, авторська пісня, співпрацює з відомими білоруськими та іноземними поетами. Лауреат фестивалю ЄСРТ (Ферде, 2003) в Норвегії. Гурт виступав у Польщі, Україні, Німеччині, Швеції, Франції, Італії, Росії, Словенії, Казахстані, Естонії, Литві, Латвії. У Білорусі WZ-Orkiestra грають до п'ятдесяти концертів щорічно.
Колектив багато співпрацює з польськими музикантами — «Todar & Cheremshina», «Todar & Kvartet YORGI», «WZ-Orkiestra & Verhovyna».

## Учасники
- Дмитро Войтюшкевич: спів, кларнет
- Ксенія Мінчанка: скрипка, спів
- Аляксандар Шувалаў: баян
- Алег Івановіч: гітара
- Вячаслаў Сяргеенка: бас-гітара
- Андрэй Лабчэўскі: клавішні
- Аляксей Золатаў: бубни
- Аляксандар Сазонаў: перкусія
- Эдуард Іваноў: гітара, клавішні

## Дискографія

### Альбоми
- Цацачная крама (2001)
- Балады (2002)
- Паравіны году (2003)
- Паравоз каханьня (2004)
- MW[be-x-old] (2005)
- Месяц і сонца (2005)
- Танга з ружай (2006)
- Песьні з доўгай шуфляды. Нявыдадзенае (2006)
- Liryka[be-x-old] (2007)
- Калыханкі (2007)
- Тое, што трэба (2008)
- Мой сябра анёлак (2009)
- Беларуская песня (2010)

### Збірки
- Бывайце здаровы! Bella Ciao (2004)

## Спільні проекти
- Прэм'ер Тузін 2005[be-x-old] (2005)
- Дыхаць! (2006)
- Прэм'ер Тузін 2006[be-x-old] (2006)

## Сайт
- Офіційний сайт Дмитра Войтюшкевича [Архівовано 24 серпня 2012 у Wayback Machine.]